# Emily White
Emily White (20 september 2004) is een Belgisch hockeyspeelster die in de Belgische hockeycompetitie uitkomt voor Waterloo Ducks.
White, wiens Britse ouders rond 1998 naar België verhuisden, debuteerde in 2022 voor het Belgische nationale team. Tijdens de Hockey Pro League 2022-2023 ontpopte zij zich tot een veelvuldig scorende speelster en werd met zeven doelpunten topscorer van het Belgische team.
In juni 2023 werd White uitgeroepen tot winnares van de Gouden Sticks in de categorie 'Rising Stars of the Year'.